# Joniškėlis
Joniškėlis ( pronunciació (?·pàg.)) és una ciutat del districte municipal de Pasvalys, a Lituània. Està situada a 17 km a l'oest de Pasvalys.

## Nom
El nom de la ciutat adopta diferents formes en funció de la llengua. Se la coneix en polonès com a Johaniszkiele; en rus: Иоганишкели, transliterat Ioganixkeli; en belarús: Iоганiшкели, transliterat Iohanixkeli; i en ídix: יאַנישקעל, transliterat Ionixkel.